# Strada statale 518 di Devetaki
La ex strada statale 518 di Devetachi (SS 518), ora strada regionale 518 di Devetachi (SR 518), è una strada regionale italiana, che si sviluppa in Friuli-Venezia Giulia.

## Percorso
Inizia nei pressi di Devetachi (frazione del comune di Doberdò del Lago), anche se il chilometro zero è posto nel comune di Savogna d'Isonzo in località Čukišče, sulla strada statale 55 dell'Isonzo e termina al confine di Stato con la Slovenia. Fino all'entrata della Slovenia (21 dicembre 2007)  nell'area Schengen tale strada terminava su un valico di seconda categoria, dedicato al solo traffico locale. Proseguendo si raggiunge la località slovena di Opacchiasella (Opatje Selo).
Dal 1º gennaio 2008 la gestione è passata alla Regione Friuli-Venezia Giulia, che ha provveduto al trasferimento delle competenze alla società Friuli Venezia Giulia Strade S.p.A..